# Trophy European Pentathlon 1974

Logo CEB (ausrichtender Verband)

Die Trophy European Pentathlon 1974 war die fünfte Fünfkampf-Europameisterschaft für Nationalmannschaften, meist unter dem Namen TEP bekannt. Das Turnier fand vom 30. Oktober bis zum 3. November 1974 im niederländischen Amersfoort statt.

## Geschichte
Wieder einmal zeigte die belgische Mannschaft wer das beste Team in Europa ist. Zum vierten Mal in Folge gewannen sie ungeschlagen das Turnier. Einen sehr guten zweiten Platz belegte die deutsche Mannschaft. Wie schon in den Jahren zuvor konnte man aber wieder die Schwäche der Deutschen im Dreiband sehen. Den dritten Platz belegten die Hausherren aus den Niederlanden.

## Gemeldete Mannschaften
| Disziplin    | Niederlande            | Belgien           | Deutschland         |
| ------------ | ---------------------- | ----------------- | ------------------- |
| Freie Partie | Christ van der Smissen | Tony Schrauwen    | Dieter Wirtz        |
| Cadre 47/2   | Hans Vultink           | Willy Wesenbeek   | Klaus Hose          |
| Cadre 71/2   | Jean Bessems           | Laurent Boulanger | Dieter Müller       |
| Einband      | Henk de Kleine         | Ludo Dielis       | Günter Siebert      |
| Dreiband     | Jan Doggen             | Raymond Ceulemans | Siegfried Spielmann |

| Disziplin    | Spanien        | Frankreich        | Österreich           |
| ------------ | -------------- | ----------------- | -------------------- |
| Freie Partie | Ramon Aguilera | Jean Lafaille     | Heinrich Weingartner |
| Cadre 47/2   | Miguel Espona  | Georges Bourezg   | Franz Stenzel        |
| Cadre 71/2   | José Gálvez    | Francis Connesson | Kurt Mastny          |
| Einband      | Javier Arenaza | Roland Dufetelle  | Johann Scherz        |
| Dreiband     | Avelino Rico   | Albert Lasserre   | Wolfgang Anreitter   |

## Turniermodus
Es wurde mit sechs Mannschaften im Round Robin System gespielt.
Die Wertung für die Endtabelle:
1. MP = Matchpunkte
2. PP = Partiepunkte
3. VMGD = Verhältnismäßiger Mannschafts Generaldurchschnitt

## Abschlusstabelle
| Platz | Land        | Spiele | G-U-V | MP   | PP    |
| ----- | ----------- | ------ | ----- | ---- | ----- |
| 1     | Belgien     | 5      | 5-0-0 | 10:0 | 38:12 |
| 2     | Deutschland | 5      | 3-1-1 | 7:3  | 25:25 |
| 3     | Niederlande | 5      | 3-0-2 | 6:4  | 26:24 |
| 4     | Österreich  | 5      | 2-1-2 | 5:5  | 27:23 |
| 5     | Frankreich  | 5      | 1-0-4 | 2:8  | 18:32 |
| 6     | Spanien     | 5      | 0-0-5 | 0:10 | 16:34 |

## Spiele
| Disziplin               | Name                    | MP  | Pkt. | Aufn. | GD    | BED   | HS  |
| ----------------------- | ----------------------- | --- | ---- | ----- | ----- | ----- | --- |
| Österreich – Frankreich | Österreich – Frankreich | 8:2 |      |       |       |       |     |
| Freie Partie            | Heinrich Weingartner    | 2:0 | 500  | 6     | 83,33 | 83,33 | 330 |
| Freie Partie            | Jean Lafaille           | 0:2 | 137  | 6     | 22,83 | -     | 119 |
| Cadre 47/2              | Franz Stenzel           | 2:0 | 400  | 12    | 33,33 | 33,33 | 133 |
| Cadre 47/2              | Georges Bourezg         | 0:2 | 94   | 12    | 7,83  | -     | 22  |
| Cadre 71/2              | Kurt Mastny             | 0:2 | 132  | 12    | 11,00 | -     | 40  |
| Cadre 71/2              | Francis Connesson       | 2:0 | 300  | 12    | 25,00 | 25,00 | 68  |
| Einband                 | Johann Scherz           | 2:0 | 200  | 23    | 8,69  | 8,69  | 63  |
| Einband                 | Roland Dufetelle        | 0:2 | 111  | 23    | 4,82  | -     | 20  |
| Dreiband                | Wolfgang Anreitter      | 2:0 | 60   | 59    | 1,016 | 1,016 | 7   |
| Dreiband                | Albert Lasserre         | 0:2 | 52   | 59    | 0,881 | -     | 5   |

| Disziplin                 | Name                      | MP  | Pkt. | Aufn. | GD     | BED    | HS  |
| ------------------------- | ------------------------- | --- | ---- | ----- | ------ | ------ | --- |
| Deutschland – Niederlande | Deutschland – Niederlande | 6:4 |      |       |        |        |     |
| Freie Partie              | Dieter Wirtz              | 2:0 | 500  | 5     | 100,00 | 100,00 | 402 |
| Freie Partie              | Christ van der Smissen    | 0:2 | 210  | 5     | 42,00  | -      | 125 |
| Cadre 47/2                | Klaus Hose                | 2:0 | 400  | 5     | 80,00  | 80,00  | 353 |
| Cadre 47/2                | Hans Vultink              | 0:2 | 303  | 5     | 60,60  | -      | 203 |
| Cadre 71/2                | Dieter Müller             | 0:2 | 200  | 12    | 16,66  | -      | 167 |
| Cadre 71/2                | Jean Bessems              | 2:0 | 300  | 12    | 25,00  | 25,00  | 61  |
| Einband                   | Günter Siebert            | 2:0 | 200  | 32    | 6,35   | 6,35   | 23  |
| Einband                   | Henk de Kleine            | 0:2 | 134  | 32    | 4,18   | -      | 14  |
| Dreiband                  | Siegfried Spielmann       | 0:2 | 50   | 65    | 0,763  | -      | 5   |
| Dreiband                  | Jan Doggen                | 2:0 | 60   | 65    | 0,923  | 0,923  | 5   |

| Disziplin         | Name              | MP   | Pkt. | Aufn. | GD     | BED    | HS  |
| ----------------- | ----------------- | ---- | ---- | ----- | ------ | ------ | --- |
| Belgien – Spanien | Belgien – Spanien | 10:0 |      |       |        |        |     |
| Freie Partie      | Tony Schrauwen    | 2:0  | 500  | 3     | 166,66 | 166,66 | 498 |
| Freie Partie      | Ramon Aguilera    | 0:2  | 2    | 3     | 0,66   | -      | 1   |
| Cadre 47/2        | Willy Wesenbeek   | 2:0  | 400  | 12    | 33,33  | 33,33  | 76  |
| Cadre 47/2        | Miguel Espona     | 0:2  | 225  | 12    | 18,75  | -      | 84  |
| Cadre 71/2        | Laurent Boulanger | 2:0  | 300  | 10    | 30,00  | 30,00  | 102 |
| Cadre 71/2        | José Gálvez       | 0:2  | 167  | 10    | 16,70  | -      | 65  |
| Einband           | Ludo Dielis       | 2:0  | 200  | 12    | 16,66  | 16,66  | 111 |
| Einband           | Javier Arenaza    | 0:2  | 111  | 12    | 9,25   | -      | 42  |
| Dreiband          | Raymond Ceulemans | 2:0  | 60   | 47    | 1,276  | 1,276  | 10  |
| Dreiband          | Avelino Rico      | 0:2  | 52   | 47    | 1,106  | -      | 8   |

| Disziplin            | Name                 | MP  | Pkt. | Aufn. | GD    | BED   | HS  |
| -------------------- | -------------------- | --- | ---- | ----- | ----- | ----- | --- |
| Frankreich – Spanien | Frankreich – Spanien | 6:4 |      |       |       |       |     |
| Freie Partie         | Jean Lafaille        | 2:0 | 500  | 8     | 62,50 | 62,50 | 365 |
| Freie Partie         | Ramon Aguilera       | 0:2 | 46   | 8     | 5,75  | -     | 16  |
| Cadre 47/2           | Georges Bourezg      | 0:2 | 152  | 6     | 25,33 | -     | 66  |
| Cadre 47/2           | Miguel Espona        | 2:0 | 400  | 6     | 66,66 | 66,66 | 228 |
| Cadre 71/2           | Francis Connesson    | 2:0 | 300  | 7     | 42,85 | 42,85 | 244 |
| Cadre 71/2           | José Gálvez          | 0:2 | 64   | 7     | 9,57  | -     | 25  |
| Einband              | Roland Dufetelle     | 2:0 | 200  | 29    | 6,89  | 6,89  | 40  |
| Einband              | Javier Arenaza       | 0:2 | 183  | 29    | 6,31  | -     | 29  |
| Dreiband             | Albert Lasserre      | 0:2 | 50   | 66    | 0,757 | -     | 5   |
| Dreiband             | Avelino Rico         | 2:0 | 60   | 66    | 0,909 | 0,909 | 7   |

| Disziplin             | Name                  | MP  | Pkt. | Aufn. | GD     | BED    | HS  |
| --------------------- | --------------------- | --- | ---- | ----- | ------ | ------ | --- |
| Belgien – Deutschland | Belgien – Deutschland | 8:2 |      |       |        |        |     |
| Freie Partie          | Tony Schrauwen        | 2:0 | 500  | 2     | 250,00 | 250,00 | 468 |
| Freie Partie          | Dieter Wirtz          | 0:2 | 8    | 2     | 4,00   | -      | 7   |
| Cadre 47/2            | Willy Wesenbeek       | 0:2 | 291  | 5     | 58,20  | -      | 216 |
| Cadre 47/2            | Klaus Hose            | 2:0 | 400  | 5     | 80,00  | 80,00  | 218 |
| Cadre 71/2            | Laurent Boulanger     | 2:0 | 300  | 19    | 15,78  | 15,78  | 64  |
| Cadre 71/2            | Dieter Müller         | 0:2 | 276  | 19    | 14,52  | -      | 78  |
| Einband               | Ludo Dielis           | 2:0 | 200  | 16    | 12,50  | 12,50  | 44  |
| Einband               | Günter Siebert        | 0:2 | 59   | 16    | 3,68   | -      | 13  |
| Dreiband              | Raymond Ceulemans     | 2:0 | 60   | 45    | 1,333  | 1,333  | 8   |
| Dreiband              | Siegfried Spielmann   | 0:2 | 35   | 45    | 0,777  | -      | 6   |

| Disziplin                | Name                     | MP  | Pkt. | Aufn. | GD     | BED    | HS  |
| ------------------------ | ------------------------ | --- | ---- | ----- | ------ | ------ | --- |
| Niederlande – Österreich | Niederlande – Österreich | 6:4 |      |       |        |        |     |
| Freie Partie             | Christ van der Smissen   | 2:0 | 500  | 2     | 250,00 | 250,00 | 437 |
| Freie Partie             | Heinrich Weingartner     | 0:2 | 73   | 3     | 24,33  | -      | 66  |
| Cadre 47/2               | Hans Vultink             | 0:2 | 350  | 4     | 87,50  | -      | 177 |
| Cadre 47/2               | Franz Stenzel            | 2:0 | 400  | 4     | 100,00 | 100,00 | 355 |
| Cadre 71/2               | Jean Bessems             | 2:0 | 300  | 7     | 42,85  | 42,85  | 104 |
| Cadre 71/2               | Kurt Mastny              | 0:2 | 120  | 7     | 17,14  | -      | 54  |
| Einband                  | Henk de Kleine           | 0:2 | 195  | 33    | 5,90   | -      | 50  |
| Einband                  | Johann Scherz            | 2:0 | 200  | 33    | 6,06   | 3,06   | 33  |
| Dreiband                 | Jan Doggen               | 2:0 | 60   | 59    | 1,016  | 1,016  | 5   |
| Dreiband                 | Wolfgang Anreitter       | 0:2 | 49   | 59    | 0,830  | -      | 4   |

| Disziplin            | Name                 | MP  | Pkt. | Aufn. | GD     | BED    | HS  |
| -------------------- | -------------------- | --- | ---- | ----- | ------ | ------ | --- |
| Belgien – Österreich | Belgien – Österreich | 6:4 |      |       |        |        |     |
| Freie Partie         | Tony Schrauwen       | 2:0 | 500  | 3     | 166,66 | 166,66 | 407 |
| Freie Partie         | Heinrich Weingartner | 0:2 | 201  | 3     | 67,00  | -      | 176 |
| Cadre 47/2           | Willy Wesenbeek      | 0:2 | 260  | 6     | 43,33  | -      | 179 |
| Cadre 47/2           | Franz Stenzel        | 2:0 | 400  | 6     | 66,66  | 66,66  | 188 |
| Cadre 71/2           | Laurent Boulanger    | 2:0 | 300  | 3     | 100,00 | 100,00 | 256 |
| Cadre 71/2           | Kurt Mastny          | 0:2 | 18   | 3     | 6,00   | -      | 7   |
| Einband              | Ludo Dielis          | 0:2 | 150  | 22    | 6,81   | -      | 33  |
| Einband              | Johann Scherz        | 2:0 | 200  | 22    | 9,09   | 9,09   | 22  |
| Dreiband             | Raymond Ceulemans    | 2:0 | 60   | 32    | 1,875  | 1,875  | 9   |
| Dreiband             | Wolfgang Anreitter   | 0:2 | 27   | 32    | 0,843  | -      | 5   |

| Disziplin             | Name                  | MP  | Pkt. | Aufn. | GD     | BED    | HS  |
| --------------------- | --------------------- | --- | ---- | ----- | ------ | ------ | --- |
| Deutschland – Spanien | Deutschland – Spanien | 6:4 |      |       |        |        |     |
| Freie Partie          | Dieter Wirtz          | 2:0 | 500  | 4     | 125,00 | 125,00 | 420 |
| Freie Partie          | Ramon Aguilera        | 0:2 | 88   | 4     | 22,00  | -      | 48  |
| Cadre 47/2            | Klaus Hose            | 2:0 | 400  | 4     | 100,00 | 100,00 | 250 |
| Cadre 47/2            | Miguel Espona         | 0:2 | 72   | 4     | 18,00  | -      | 55  |
| Cadre 71/2            | Dieter Müller         | 2:0 | 300  | 6     | 50,00  | 50,00  | 166 |
| Cadre 71/2            | José Gálvez           | 0:2 | 175  | 6     | 29,10  | -      | 111 |
| Einband               | Günter Siebert        | 0:2 | 191  | 25    | 7,64   | -      | 47  |
| Einband               | Javier Arenaza        | 2:0 | 200  | 25    | 8,00   | 8,00   | 37  |
| Dreiband              | Siegfried Spielmann   | 0:2 | 56   | 68    | 0,820  | -      | 4   |
| Dreiband              | Avelino Rico          | 2:0 | 60   | 68    | 0,882  | 0,882  | 7   |

| Disziplin                | Name                     | MP  | Pkt. | Aufn. | GD     | BED    | HS  |
| ------------------------ | ------------------------ | --- | ---- | ----- | ------ | ------ | --- |
| Niederlande – Frankreich | Niederlande – Frankreich | 6:4 |      |       |        |        |     |
| Freie Partie             | Christ van der Smissen   | 0:2 | 12   | 4     | 3,00   | -      | 11  |
| Freie Partie             | Jean Lafaille            | 2:0 | 500  | 4     | 125,00 | 125,00 | 480 |
| Cadre 47/2               | Hans Vultink             | 2:0 | 400  | 2     | 200,00 | 200,00 | 254 |
| Cadre 47/2               | Georges Bourezg          | 0:2 | 46   | 2     | 23,00  | -      | 43  |
| Cadre 71/2               | Jean Bessems             | 0:2 | 37   | 2     | 18,50  | -      | 22  |
| Cadre 71/2               | Francis Connesson        | 2:0 | 300  | 2     | 150,00 | 150,00 | 263 |
| Einband                  | Henk de Kleine           | 2:0 | 200  | 17    | 11,76  | 11,76  | 68  |
| Einband                  | Roland Dufetelle         | 0:2 | 91   | 17    | 5,35   | -      | 20  |
| Dreiband                 | Jan Doggen               | 2:0 | 60   | 60    | 1,000  | 1,000  | 8   |
| Dreiband                 | Albert Lasserre          | 0:2 | 41   | 60    | 0,683  | -      | 6   |

| Disziplin             | Name                   | MP  | Pkt. | Aufn. | GD     | BED    | HS  |
| --------------------- | ---------------------- | --- | ---- | ----- | ------ | ------ | --- |
| Niederlande – Spanien | Niederlande – Spanien  | 6:4 |      |       |        |        |     |
| Freie Partie          | Christ van der Smissen | 2:0 | 500  | 2     | 250,00 | 250,00 | 255 |
| Freie Partie          | Ramon Aguilera         | 0:2 | 10   | 2     | 5,00   | -      | 10  |
| Cadre 47/2            | Hans Vultink           | 2:0 | 400  | 3     | 133,33 | 133,33 | 295 |
| Cadre 47/2            | Miguel Espona          | 0:2 | 167  | 3     | 55,16  | -      | 139 |
| Cadre 71/2            | Jean Bessems           | 2:0 | 300  | 9     | 33,33  | 33,33  | 190 |
| Cadre 71/2            | José Gálvez            | 0:2 | 166  | 9     | 18,44  | -      | 41  |
| Einband               | Henk de Kleine         | 0:2 | 159  | 29    | 5,48   | -      | 26  |
| Einband               | Javier Arenaza         | 2:0 | 200  | 29    | 6,89   | 6,89   | 46  |
| Dreiband              | Jan Doggen             | 0:2 | 42   | 49    | 0,857  | -      | 4   |
| Dreiband              | Avelino Rico           | 2:0 | 60   | 49    | 1,224  | 1,224  | 5   |

| Disziplin            | Name                 | MP  | Pkt. | Aufn. | GD     | BED    | HS  |
| -------------------- | -------------------- | --- | ---- | ----- | ------ | ------ | --- |
| Belgien – Frankreich | Belgien – Frankreich | 8:2 |      |       |        |        |     |
| Freie Partie         | Tony Schrauwen       | 2:0 | 500  | 5     | 100,00 | 100,00 | 408 |
| Freie Partie         | Jean Lafaille        | 0:2 | 66   | 5     | 13,20  | -      | 48  |
| Cadre 47/2           | Willy Wesenbeek      | 2:0 | 400  | 9     | 44,44  | 44,44  | 325 |
| Cadre 47/2           | Georges Bourezg      | 0:2 | 231  | 9     | 25,66  | -      | 91  |
| Cadre 71/2           | Laurent Boulanger    | 0:2 | 160  | 9     | 17,77  | -      | 100 |
| Cadre 71/2           | Francis Connesson    | 2:0 | 300  | 9     | 33,33  | 33,33  | 154 |
| Einband              | Ludo Dielis          | 2:0 | 200  | 21    | 9,52   | 9,52   | 57  |
| Einband              | Roland Dufetelle     | 0:2 | 129  | 21    | 6,14   | -      | 28  |
| Dreiband             | Raymond Ceulemans    | 2:0 | 60   | 33    | 1,818  | 1,818  | 6   |
| Dreiband             | Albert Lasserre      | 0:2 | 39   | 33    | 1,181  | 1,181  | 6   |

| Disziplin                | Name                     | MP  | Pkt. | Aufn. | GD     | BED    | HS  |
| ------------------------ | ------------------------ | --- | ---- | ----- | ------ | ------ | --- |
| Deutschland – Österreich | Deutschland – Österreich | 5:5 |      |       |        |        |     |
| Freie Partie             | Dieter Wirtz             | 0:2 | 260  | 4     | 65,00  | -      | 251 |
| Freie Partie             | Heinrich Weingartner     | 2:0 | 500  | 4     | 125,00 | 125,00 | 290 |
| Cadre 47/2               | Klaus Hose               | 2:0 | 400  | 9     | 44,44  | 44,44  | 258 |
| Cadre 47/2               | Franz Stenzel            | 0:2 | 305  | 9     | 34,11  | -      | 211 |
| Cadre 71/2               | Dieter Müller            | 2:0 | 300  | 5     | 60,00  | 60,00  | 207 |
| Cadre 71/2               | Kurt Mastny              | 0:2 | 95   | 5     | 19,00  | -      | 64  |
| Einband                  | Günter Siebert           | 1:1 | 200  | 32    | 6,25   | 6,25   | 37  |
| Einband                  | Johann Scherz            | 1:1 | 200  | 32    | 6,25   | 6,25   | 40  |
| Dreiband                 | Siegfried Spielmann      | 0:2 | 58   | 74    | 0,783  | -      | 7   |
| Dreiband                 | Wolfgang Anreitter       | 2:0 | 60   | 74    | 0,810  | 0,810  | 7   |

| Disziplin            | Name                 | MP  | Pkt. | Aufn. | GD    | BED   | HS  |
| -------------------- | -------------------- | --- | ---- | ----- | ----- | ----- | --- |
| Österreich – Spanien | Österreich – Spanien | 6:4 |      |       |       |       |     |
| Freie Partie         | Heinrich Weingartner | 2:0 | 500  | 8     | 62,50 | 62,50 | 195 |
| Freie Partie         | Ramon Aguilera       | 0:2 | 120  | 8     | 15,00 | -     | 52  |
| Cadre 47/2           | Franz Stenzel        | 2:0 | 400  | 10    | 40,00 | 40,00 | 238 |
| Cadre 47/2           | Miguel Espona        | 0:2 | 372  | 10    | 37,20 | -     | 255 |
| Cadre 71/2           | Kurt Mastny          | 0:2 | 166  | 13    | 12,70 | -     | 48  |
| Cadre 71/2           | José Gálvez          | 2:0 | 300  | 13    | 23,07 | 23,07 | 54  |
| Einband              | Johann Scherz        | 2:0 | 200  | 21    | 9,52  | 9,52  | 57  |
| Einband              | Javier Arenaza       | 0:2 | 55   | 21    | 2,61  | -     | 12  |
| Dreiband             | Wolfgang Anreitter   | 0:2 | 38   | 48    | 0,791 | -     | 5   |
| Dreiband             | Avelino Rico         | 2:0 | 60   | 48    | 1,250 | 1,250 | 6   |

| Disziplin                | Name                     | MP  | Pkt. | Aufn. | GD     | BED    | HS  |
| ------------------------ | ------------------------ | --- | ---- | ----- | ------ | ------ | --- |
| Deutschland – Frankreich | Deutschland – Frankreich | 6:4 |      |       |        |        |     |
| Freie Partie             | Dieter Wirtz             | 2:0 | 500  | 3     | 166,66 | 166,66 | 458 |
| Freie Partie             | Jean Lafaille            | 0:2 | 2    | 3     | 0,66   | -      | 2   |
| Cadre 47/2               | Klaus Hose               | 2:0 | 400  | 11    | 36,36  | 36,36  | 215 |
| Cadre 47/2               | Georges Bourezg          | 0:2 | 236  | 11    | 21,45  | -      | 67  |
| Cadre 71/2               | Dieter Müller            | 2:0 | 300  | 9     | 33,33  | 33,33  | 122 |
| Cadre 71/2               | Francis Connesson        | 0:2 | 243  | 9     | 27,00  | -      | 74  |
| Einband                  | Günter Siebert           | 0:2 | 183  | 31    | 5,90   | -      | 29  |
| Einband                  | Roland Dufetelle         | 2:0 | 200  | 31    | 6,45   | 6,45   | 24  |
| Dreiband                 | Siegfried Spielmann      | 0:2 | 41   | 58    | 0,706  | -      | 5   |
| Dreiband                 | Albert Lasserre          | 2:0 | 60   | 58    | 1,034  | 1,034  | 9   |

| Disziplin             | Name                   | MP  | Pkt. | Aufn. | GD     | BED    | HS  |
| --------------------- | ---------------------- | --- | ---- | ----- | ------ | ------ | --- |
| Belgien – Niederlande | Belgien – Niederlande  | 6:4 |      |       |        |        |     |
| Freie Partie          | Tony Schrauwen         | 0:2 | 446  | 2     | 223,00 | -      | 244 |
| Freie Partie          | Christ van der Smissen | 2:0 | 500  | 2     | 250,00 | 250,00 | 300 |
| Cadre 47/2            | Willy Wesenbeek        | 0:2 | 130  | 4     | 32,50  | -      | 125 |
| Cadre 47/2            | Hans Vultink           | 2:0 | 400  | 4     | 100,00 | 100,00 | 209 |
| Cadre 71/2            | Laurent Boulanger      | 2:0 | 300  | 9     | 33,33  | 33,33  | 84  |
| Cadre 71/2            | Jean Bessems           | 0:2 | 151  | 9     | 16,77  | -      | 45  |
| Einband               | Ludo Dielis            | 2:0 | 200  | 19    | 10,52  | 10,52  | 51  |
| Einband               | Henk de Kleine         | 0:2 | 115  | 19    | 6,05   | -      | 34  |
| Dreiband              | Raymond Ceulemans      | 2:0 | 60   | 53    | 1,132  | 1,132  | 6   |
| Dreiband              | Jan Doggen             | 0:2 | 44   | 53    | 0,830  | -      | 4   |

## Einzel-Ranglisten
| Platz | Name                   | MP   | Pkte. | Aufn. | GD     | BED    | HS  |
| ----- | ---------------------- | ---- | ----- | ----- | ------ | ------ | --- |
| 1     | Tony Schrauwen         | 8:2  | 2446  | 15    | 163,06 | 250,00 | 498 |
| 2     | Christ van der Smissen | 6:4  | 1722  | 15    | 114,80 | 250,00 | 437 |
| 3     | Dieter Wirtz           | 6:4  | 1768  | 18    | 98,22  | 166,66 | 458 |
| 4     | Heinrich Weingartner   | 6:4  | 1763  | 23    | 76,65  | 125,00 | 330 |
| 5     | Jean Lafaille          | 4:6  | 1205  | 26    | 46,34  | 125,00 | 480 |
| 6     | Ramon Aguilera         | 0:10 | 266   | 25    | 10,64  | -      | 52  |

| Platz | Name            | MP   | Pkte. | Aufn. | GD     | BED    | HS  |
| ----- | --------------- | ---- | ----- | ----- | ------ | ------ | --- |
| 1     | Klaus Hose      | 10:0 | 2000  | 34    | 58,82  | 100,00 | 353 |
| 2     | Franz Stenzel   | 8:2  | 1907  | 41    | 46,51  | 100,00 | 355 |
| 3     | Hans Vultink    | 6:4  | 1853  | 18    | 102,94 | 200,00 | 295 |
| 4     | Willy Wesenbeek | 4:6  | 1481  | 36    | 41,13  | 44,44  | 325 |
| 5     | Miguel Espona   | 2:8  | 1236  | 35    | 35,31  | 66,66  | 255 |
| 6     | Georges Bourezg | 0:10 | 759   | 40    | 18,97  | -      | 91  |

| Platz | Name              | MP   | Pkte. | Aufn. | GD    | BED    | HS  |
| ----- | ----------------- | ---- | ----- | ----- | ----- | ------ | --- |
| 1     | Francis Connesson | 8:2  | 1443  | 39    | 37,00 | 150,00 | 263 |
| 2     | Laurent Boulanger | 8:2  | 1360  | 50    | 27,20 | 100,00 | 256 |
| 3     | Jean Bessems      | 6:4  | 1088  | 39    | 27,89 | 42,85  | 190 |
| 4     | Dieter Müller     | 6:4  | 1376  | 51    | 26,98 | 60,00  | 207 |
| 5     | José Gálvez       | 2:8  | 875   | 45    | 19,44 | 23,07  | 111 |
| 6     | Kurt Mastny       | 0:10 | 531   | 40    | 13,27 | -      | 64  |

| Platz | Name             | MP  | Pkte. | Aufn. | GD    | BED   | HS  |
| ----- | ---------------- | --- | ----- | ----- | ----- | ----- | --- |
| 1     | Johann Scherz    | 9:1 | 1000  | 131   | 7,63  | 9,52  | 63  |
| 2     | Ludo Dielis      | 8:2 | 950   | 90    | 10,55 | 16,66 | 111 |
| 3     | Javier Arenaza   | 4:6 | 749   | 116   | 6,45  | 8,00  | 46  |
| 4     | Roland Dufetelle | 4:6 | 731   | 121   | 6,04  | 6,89  | 40  |
| 5     | Günter Siebert   | 3:7 | 833   | 136   | 6,12  | 6,25  | 47  |
| 6     | Henk de Kleine   | 2:8 | 803   | 130   | 6,17  | 11,76 | 68  |

| Platz | Name                | MP   | Pkte. | Aufn. | GD    | BED   | HS |
| ----- | ------------------- | ---- | ----- | ----- | ----- | ----- | -- |
| 1     | Raymond Ceulemans   | 10:0 | 300   | 210   | 1,428 | 1,875 | 10 |
| 2     | Avelino Rico        | 8:2  | 292   | 278   | 1,050 | 1,250 | 8  |
| 3     | Jan Doggen          | 6:4  | 266   | 286   | 0,930 | 1,016 | 8  |
| 4     | Wolfgang Anreitter  | 4:6  | 234   | 272   | 0,860 | 1,016 | 7  |
| 5     | Albert Lasserre     | 2:8  | 242   | 276   | 0,876 | 1,034 | 9  |
| 6     | Siegfried Spielmann | 0:10 | 240   | 310   | 0,774 | -     | 7  |